# Clathria indica
Clathria indica är en svampdjursart som beskrevs av Arthur Dendy 1889. Clathria indica ingår i släktet Clathria och familjen Microcionidae. Inga underarter finns listade i Catalogue of Life.